# Arena mix
Arena mix (antiguamente llamado Verano Fox Sports) fue un programa deportivo y de entretenimientos que se emite todos los veranos por Fox Sports, el mismo está conducido actualmente por el periodista Máximo Palma junto al periodista Cayetano, la modelo y actriz Lola Bezerra y la dj Sheila González. Su primera edición fue en 2008 y ya cuenta con seis temporadas al aire.

## Información general
El programa aborda la actualidad de los distintos puntos de veraneo de Latinoamérica como playas y áreas céntricas. Para ello el programa cuenta con enviados especiales, Además el programa cuenta con invitados especiales, a los que se los desafía a una partida de tejo, con la dj Sheila González que musicaliza el programa y con la brigada Arena mix, que recorre diferentes puntos del centro de Buenos Aires, lavando vehículos al azar.

## Verano Fox Sports
"Verano Fox Sports" es el antiguo nombre del programa, el mismo tenía algunas diferencias respecto al actual formato. Anteriormente se mostraban los mejores eventos, deportivos y sociales de Uruguay, Argentina y los centros turísticos más importantes de Latinoamérica desde diferentes lugares como Punta del Este o Mar del Plata, actualmente el programa se realiza los estudios de Fox. Sacando esas diferencias, el programa mantiene el formato magazín, donde se tocan temas de deporte, música, humor y se entrevistan a personalidades del deporte y el espectáculo. El programa se dejó de llamarse Verano Fox Sports después de cinco temporadas (2008 a 2012) y en 2013 paso a llamarse Arena mix.

## Actuales conductores
- Cayetano (desde 2012)
- Lola Bezerra (desde 2012)
- Máximo Palma (desde 2013)
- Sheila González (desde 2013)
- Noteros: Luly Drozdek, Tomás Fricher (desde 2012) y Ivana Brodowsky (desde 2013)

## Antiguos conductores
- Jesica Cirio (2010 - 2011)
- Débora Bello (2010 - 2012)
- Juanky Jurado (2011 - 2012)
- Soledad Ainesa (2012)